# Jimmy Choo
Choo Yeang Keat, mer känd som Jimmy Choo, född 15 november 1948 i George Town, Pinang, är en malaysisk-kinesisk modedesigner som är mest känd för sina skor och accessoarer. Jimmy Choo startade tillsammans med Tamara Mellon år 1996 J. Choo Limited (Jimmy Choo) som marknadsför produkter designade av just Jimmy Choo. Den 14 november 2009 lanserade Hennes & Mauritz en samarbetskollektion med företaget Jimmy Choo.

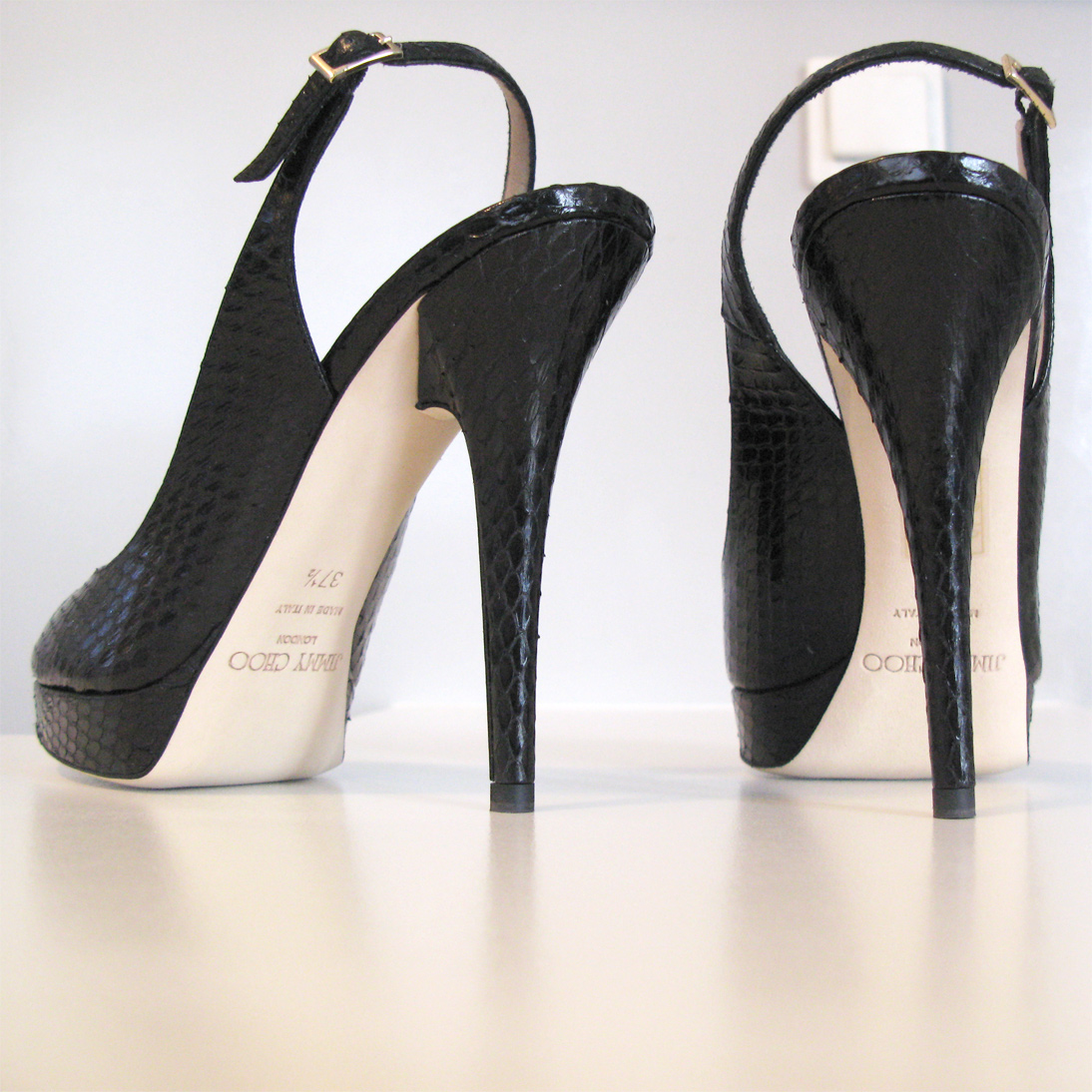
Skor av modellen "Clue"